# Pomnik prasy podziemnej w Krakowie
Pomnik prasy podziemnej – pomnik znajdujący się w Krakowie przed kościołem Matki Boskiej Częstochowskiej na osiedlu Szklane Domy 7, w Nowej Hucie.
Pomnik to betonowa bryła, którą od góry rozrywają i kruszą wykute w brązie, podziemne gazety. Poniżej z betonu wypływa pojedyncza kartka z napisem Niezłomnym w słowie. Jest pierwszym w Polsce pomnikiem prasy podziemnej i jest hołdem dla wszystkich redaktorów, drukarzy i kolporterów bibuły. Został odsłonięty w dniu 30 września 2007 roku  przez redaktora naczelnego „Hutnika” Wojciecha Marchewczyka, marszałka województwa małopolskiego Marka Nawarę i szefa małopolskiej „Solidarności” Wojciecha Grzeszka. Rzeźba jest dziełem Czesława Dźwigaja.